# Guerra di Crimea (988-989)
La guerra di Crimea del 988-989 fu un conflitto che coinvolse l'Impero bizantino e la Rus' di Kiev nell'ambito della conversione al Cristianesimo della Rus' di Kiev.

## Antefatto
Nel 987 i generali bizantini ribelli Barda Sclero e Barda Foca il Giovane si rivoltarono contro l'imperatore bizantino Basilio II Bulgaroctono (976-1025), entrambi raccolsero un esercito e marciarono su Costantinopoli. Il 14 settembre 987 Barda Foca si autoproclamò imperatore. Basilio capì che l'esercito ribelle doveva essere fermato prima che arrivasse sotto le mura della città. Si rivolse allora ai Rus', anche se al tempo questo popolo era considerato ostile. Vladimir I di Kiev accettò di stringere un'alleanza militare con i bizantini in cambio di un'unione matrimoniale che lo legasse alla corte di Costantinopoli. In cambio inviò 6 000 soldati in aiuto di Basilio.

## Guerra e cristianizzazione dei Rus' di Kiev

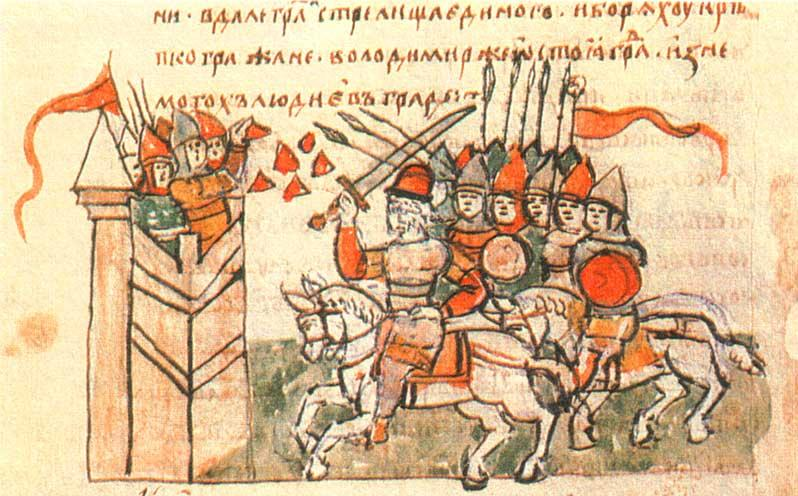
La marcia di Vladimir I il Grande verso Korsun' in una miniatura tratta dalla cronaca dei Radziwiłł

L'anno seguente, il 988, Vladimir conquistò la città bizantina di Cherson in Crimea, porto molto importante sia dal punto di vista economico che militare, capitale del Thema che portava lo stesso nome della città. Questa campagna fu probabilmente dettata dal desiderio di assicurarsi l'adempimento degli accordi promessi da Basilio II dopo l'intervento delle truppe della Rus' contro i generali golpisti. Come ricompensa per la restituzione di Cherson fu concessa a Vladimir la mano della sorella dell'imperatore, Anna Porfirogenita. Prima del matrimonio Vladimir fu battezzato a Cherson o a Kiev, prendendo il nome cristiano di Basilio, in onore del cognato; il sacramento fu immediatamente seguito dallo sposalizio con la principessa bizantina.
Tornato a Kiev in trionfo, Vladimir ordinò agli abitanti della capitale di recarsi sul fiume Dnepr per ricevere il battesimo, questo sacramento di massa diventò il simbolo dell'introduzione del cristianesimo nello Stato dei Rus' di Kiev.